# Ecofisiología
Ecofisiología (del griego οἶκος, oikos, "casa"; φύσις, physis, "naturaleza, origen"; y -λογία, -logia), fisiología ambiental o ecología fisiológica es una disciplina biológica que estudia la adaptación de la fisiología de un organismo a las condiciones ambientales. Está estrechamente relacionado con la fisiología comparada y la fisiología evolutiva. El término bionomía de Ernst Haeckel se emplea a veces como sinónimo.

## Plantas
La ecofisiología de las plantas se ocupa principalmente de dos temas: los mecanismos (cómo las plantas perciben y responden al cambio ambiental) y la escala o integración (cómo se coordinan las respuestas a condiciones altamente variables, por ejemplo, los gradientes de luz solar total a 95% de sombra dentro de las copas de los árboles entre sí), y cómo su efecto colectivo sobre el crecimiento de las plantas y el intercambio de gases puede entenderse sobre esta base. 
En muchos casos, los animales pueden escapar de factores ambientales desfavorables y cambiantes, como el calor, el frío, la sequía o las inundaciones, mientras que las plantas no pueden alejarse y, por lo tanto, deben soportar las condiciones adversas o perecer (los animales van a lugares, las plantas crecen). Por lo tanto, las plantas son fenotípicamente plásticas y tienen una impresionante variedad de genes que ayudan a adaptarse a las condiciones cambiantes. Se plantea la hipótesis de que este gran número de genes puede explicarse en parte por la necesidad de las especies de plantas de adaptarse a una gama más amplia de condiciones. 

### Alimento
Como con la mayoría de los factores abióticos, la intensidad de la luz (irradiancia) puede ser tanto óptima como excesiva. La intensidad de la luz también es un componente importante para determinar la temperatura de los órganos de la planta (presupuesto de energía). La curva de respuesta a la luz de la fotosíntesis neta (curva PI) es particularmente útil para caracterizar la tolerancia de una planta a diferentes intensidades de luz. 
La luz subóptima (sombra) generalmente se produce en la base de la cubierta de una planta o en un entorno de sotobosque. Las plantas tolerantes a la sombra tienen una variedad de adaptaciones para ayudarlas a sobrevivir a la cantidad y calidad alteradas de la luz típica de los ambientes de sombra. 
El exceso de luz se produce en la parte superior de los toldos y en terreno abierto cuando la cubierta de nubes es baja y el ángulo cenital del sol es bajo, por lo general esto ocurre en los trópicos y en grandes altitudes. El exceso de luz que incide en una hoja puede resultar en fotoinhibición y fotodestrucción. Las plantas adaptadas a ambientes de luz alta tienen una gama de adaptaciones para evitar o disipar el exceso de energía lumínica, así como mecanismos que reducen la cantidad de lesiones causadas. 

### Temperatura
En respuesta a temperaturas extremas, las plantas pueden producir varias proteínas. Estos los protegen de los efectos dañinos de la formación de hielo y de la caída de la catálisis enzimática a bajas temperaturas, y de la desnaturalización de las enzimas y el aumento de la fotorrespiración a altas temperaturas. Como las temperaturas caen, la producción de proteínas anticongelantes y deshidrinas aumenta. A medida que aumenta la temperatura, aumenta la producción de proteínas de choque térmico. Los desequilibrios metabólicos asociados con temperaturas extremas resultan en la acumulación de especies reactivas de oxígeno, que pueden ser contrarrestadas por sistemas antioxidantes. Las membranas celulares también se ven afectadas por los cambios en la temperatura y pueden hacer que la membrana pierda sus propiedades de fluidos y se convierta en un gel en condiciones frías o se convierta en una fuga en condiciones cálidas. Esto puede afectar el movimiento de compuestos a través de la membrana.  Para evitar estos cambios, las plantas pueden cambiar la composición de sus membranas. En condiciones de frío, se colocan más ácidos grasos insaturados en la membrana y en condiciones de calor se insertan más ácidos grasos saturados . 

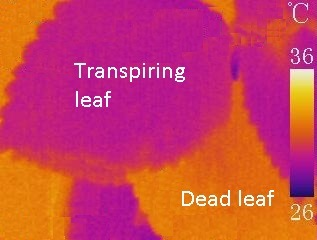
Imagen infrarroja que muestra la importancia de la transpiración para mantener las hojas frescas.

Las plantas pueden evitar el sobrecalentamiento al minimizar la cantidad de luz solar absorbida y al aumentar los efectos de enfriamiento del viento y la transpiración. Las plantas pueden reducir la absorción de luz usando pelos de hojas reflectantes, escamas y ceras. Estas características son tan comunes en las regiones cálidas y secas que se puede ver que estos hábitats forman un "paisaje plateado" a medida que la luz se dispersa de los toldos. Algunas especies, como Macroptilium purpureum, pueden mover sus hojas a lo largo del día para que siempre estén orientadas a evitar el sol (paraheliotropismo). El conocimiento de estos mecanismos ha sido clave para mejorar la tolerancia al estrés por calor en las plantas agrícolas. 
Las plantas pueden evitar el impacto total de la baja temperatura alterando su microclima. Por ejemplo, se dice que las plantas de Raoulia que se encuentran en las tierras altas de Nueva Zelanda se asemejan a las "ovejas vegetales", ya que forman grupos compactos con forma de cojín para aislar las partes más vulnerables de las plantas y protegerlas de los vientos fríos. El mismo principio se ha aplicado en la agricultura mediante el uso de acolchado de plástico para aislar los puntos de crecimiento de los cultivos en climas fríos para estimular el crecimiento de las plantas.

### Agua
Demasiada o muy poca agua puede dañar las plantas. Si hay muy poca agua, los tejidos se deshidratarán y la planta morirá. Si el suelo se llena de agua, el suelo se volverá anóxico (bajo en oxígeno), lo que puede matar las raíces de la planta. 
La capacidad de las plantas para acceder al agua depende de la estructura de sus raíces y del potencial hídrico de las células de la raíz. Cuando el contenido de agua del suelo es bajo, las plantas pueden alterar su potencial hídrico para mantener un flujo de agua hacia las raíces y hasta las hojas (continuo de la atmósfera de la planta del suelo). Este extraordinario mecanismo permite a las plantas elevar el agua hasta 120 m aprovechando el gradiente creado por la transpiración de las hojas.
En suelos muy secos, las plantas cierran sus estomas para reducir la transpiración y evitar la pérdida de agua. El cierre de los estomas a menudo está mediado por señales químicas de la raíz (es decir, ácido abscísico). En los campos irrigados, el hecho de que las plantas cierren sus estomas en respuesta al secado de las raíces puede aprovecharse para "engañar" a las plantas para que utilicen menos agua sin reducir los rendimientos (ver secado parcial de la zona radicular). El uso de esta técnica fue desarrollado en gran medida por el Dr. Peter Dry y sus colegas en Australia (ver determinismo nominativo).
Si la sequía continúa, los tejidos de la planta se deshidratarán, lo que resultará en una pérdida de la presión de la turgencia que es visible como marchitamiento. Además de cerrar sus estomas, la mayoría de las plantas también pueden responder a la sequía alterando su potencial hídrico (ajuste osmótico) y aumentando el crecimiento de las raíces.  Las plantas que se adaptan a ambientes secos (Xerófitas) tienen una gama de mecanismos más especializados para mantener el agua y / o proteger los tejidos cuando se produce la desecación. 
El anegamiento reduce el suministro de oxígeno a las raíces y puede matar una planta en cuestión de días. Las plantas no pueden evitar la inundación, pero muchas especies superan la falta de oxígeno en el suelo al transportar oxígeno a la raíz desde los tejidos que no están sumergidos. Las especies que toleran la saturación de agua desarrollan raíces especializadas cerca de la superficie del suelo y el aerénquima para permitir la difusión de oxígeno desde el brote hasta la raíz. Las raíces que no se matan de forma directa también pueden cambiar a formas de respiración celular con menos oxígeno. Las especies que están frecuentemente sumergidas han desarrollado mecanismos más elaborados que mantienen los niveles de oxígeno de la raíz, tal vez las más notables son las espectaculares raíces aéreas observadas en los bosques de manglares. 
Sin embargo, para muchas plantas de interior con exceso de agua, los síntomas iniciales de anegamiento pueden parecerse a los de la sequía.  Esto es particularmente cierto para las plantas sensibles a las inundaciones que muestran la caída de sus hojas debido a la epinastia (en lugar de marchitarse). 

### Concentración deCO2
CO2 es vital para el crecimiento de las plantas, ya que es el sustrato para la fotosíntesis. Las plantas absorben CO2  través de los poros estomáticos en sus hojas. Al mismo tiempo que el CO2 entra en los estomas, la humedad se escapa. Esta compensación entre la ganancia de CO2  y la pérdida de agua es fundamental para la productividad de la planta. La compensación es aún más crítica, ya que rubisco, la enzima utilizada para capturar el CO2, es eficiente solo cuando hay una alta concentración de CO2 en la hoja. Algunas plantas superan esta dificultad al concentrar CO2 dentro de sus hojas utilizando la fijación de carbono C o el metabolismo ácido de las crasuláceas. Sin embargo, la mayoría de las especies utilizan la fijación de carbono C y deben abrir sus estomas para absorber CO2 cada vez que se realiza la fotosíntesis. 
La concentración de CO2 en la atmósfera está aumentando debido a la deforestación y la combustión de combustibles fósiles. Se esperaría que esto aumentara la eficiencia de la fotosíntesis y posiblemente aumentara la tasa general de crecimiento de las plantas.  Esta posibilidad ha despertado un gran interés en los últimos años, ya que una mayor tasa de crecimiento de las plantas podría absorber parte del exceso de CO2  y reducir la tasa de calentamiento global. Los experimentos extensivos que cultivan plantas con CO2 elevado utilizando enriquecimiento por concentración en aire libre han demostrado que la eficacia fotosintética sí aumenta. Las tasas de crecimiento de las plantas también aumentan, en un promedio del 17% para el tejido por encima del suelo y del 30% para el tejido por debajo del suelo.  Sin embargo, los impactos perjudiciales del calentamiento global, como el aumento de los casos de calor y estrés por sequía, significan que es probable que el efecto global sea una reducción en la productividad de la planta.  Se espera que la reducción de la productividad de la planta acelere la tasa de calentamiento global. En general, estas observaciones apuntan a la importancia de evitar mayores aumentos en el CO2 atmosférico en lugar de correr el riesgo de un cambio climático fuera de control .

### Viento
El viento tiene tres efectos muy diferentes en las plantas.
- Afecta los intercambios de masa (evaporación de agua, CO2) y de energía (calor) entre la planta y la atmósfera al renovar el aire al contacto con las hojas (convección).
- Se percibe como una señal que conduce a un síndrome de aclimatación al viento por la planta conocida como tigmomorfogénesis, que conduce a un crecimiento y desarrollo modificados y, eventualmente, a la resistencia al viento.
- Su fuerza de arrastre puede dañar la planta (abrasión de la hoja, roturas del viento en las ramas y tallos y en las hileras del viento y la caída de los árboles y el alojamiento en los cultivos).[15]

#### Intercambio de masa y energía
El viento influye en la forma en que las hojas regulan la humedad, el calor y el dióxido de carbono. Cuando no hay viento, una capa de aire en calma se acumula alrededor de cada hoja.  Esto se conoce como la capa límite y, en efecto, aísla la hoja del ambiente, proporcionando una atmósfera rica en humedad y menos propensa al calentamiento o enfriamiento por convección. A medida que aumenta la velocidad del viento, el entorno de la hoja se vincula más estrechamente con el entorno circundante. Puede ser difícil para la planta retener la humedad al exponerse al aire seco. Por otro lado, un viento moderadamente alto permite que la planta enfríe sus hojas con mayor facilidad cuando se expone a la luz solar total.  Las plantas no son del todo pasivas en su interacción con el viento. Las plantas pueden hacer que sus hojas sean menos vulnerables a los cambios en la velocidad del viento, cubriendo sus hojas con pelos finos (tricomas) para romper el flujo de aire y aumentar la capa límite. De hecho, las dimensiones de la hoja y del dosel a menudo se controlan finamente para manipular la capa límite en función de las condiciones ambientales prevalecientes.

#### Aclimatación
Las plantas pueden sentir el viento a través de la deformación de sus tejidos. Esta señal conduce a inhibir el alargamiento y estimula la expansión radial de sus brotes, al tiempo que aumenta el desarrollo de su sistema radicular. Este síndrome de respuestas conocido como tigmomorfogénesis da como resultado plantas más cortas y robustas con tallos fortalecidos, así como un anclaje mejorado. Una vez se creyó que esto ocurría principalmente en áreas muy ventosas. Pero se ha encontrado que ocurre incluso en áreas con vientos moderados, por lo que se encontró que la señal inducida por el viento es un factor ecológico importante.
Los árboles tienen una capacidad especialmente desarrollada para reforzar sus troncos cuando están expuestos al viento. Desde su tamaño, esta realización impulsó a los arboriculturalistas en el Reino Unido en la década de 1960 a alejarse de la práctica de apostar árboles jóvenes de servicios para ofrecer apoyo artificial.

#### Daño del viento
El viento puede dañar la mayoría de los órganos de las plantas. La abrasión de la hoja (debido al roce de las hojas y ramas o al efecto de partículas transportadas por el aire, como la arena) y la rotura de la hoja son fenómenos bastante comunes, que las plantas tienen que adaptarse. En los casos más extremos, las plantas pueden ser dañadas mortalmente o desarraigadas por el viento.  Esta ha sido una importante presión selectiva que actúa sobre las plantas terrestres. Hoy en día, es una de las principales amenazas para la agricultura y la silvicultura, incluso en zonas templadas. Es peor para la agricultura en regiones propensas a huracanes, como las Islas de Barlovento en el Caribe que cultivan bananos.
Cuando este tipo de perturbación ocurre en sistemas naturales, la única solución es asegurar que haya un stock adecuado de semillas o plántulas para reemplazar rápidamente las plantas maduras que se han perdido, aunque en muchos casos una etapa de sucesión es necesario antes de que el ecosistema pueda ser restaurado a su estado anterior. 

## Animales

### Humanos
El medio ambiente puede tener importantes influencias en la fisiología humana. Los efectos ambientales sobre la fisiología humana son numerosos; uno de los efectos más cuidadosamente estudiados son las alteraciones en la termorregulación en el cuerpo debido a las tensiones externas. Esto es necesario porque para que las enzimas funcionen, la sangre fluya y para que funcionen los diversos órganos del cuerpo, la temperatura debe permanecer en niveles constantes y equilibrados. 

#### Termorregulación
El cuerpo altera tres cosas principales para lograr una temperatura corporal constante y normal: 
- Transferencia de calor a la epidermis.
- La tasa de evaporación.
- La tasa de producción de calor.

El hipotálamo juega un papel importante en la termorregulación. Se conecta a los receptores térmicos en la dermis y detecta cambios en la sangre circundante para tomar decisiones sobre si se debe estimular la producción de calor interno o la evaporación. 
Hay dos tipos principales de estrés que pueden experimentarse debido a las temperaturas ambientales extremas: el estrés por calor y el estrés por frío. 
El estrés por calor se combate fisiológicamente de cuatro maneras: radiación, conducción, convección y evaporación. El estrés por frío se combate fisiológicamente con los escalofríos, la acumulación de grasa corporal, las adaptaciones circulatorias (que proporcionan una transferencia eficiente de calor a la epidermis) y el aumento del flujo sanguíneo a las extremidades. 
Hay una parte del cuerpo completamente equipada para lidiar con el estrés por frío. El sistema respiratorio se protege a sí mismo contra los daños al calentar el aire entrante a 80-90 grados Fahrenheit antes de que llegue a los bronquios. Esto significa que ni siquiera las temperaturas más frías pueden dañar el tracto respiratorio. 
En ambos tipos de estrés relacionados con la temperatura, es importante mantenerse bien hidratado. La hidratación reduce la tensión cardiovascular, aumenta la capacidad de los procesos energéticos y reduce los sentimientos de agotamiento. 

#### Altitud
Las temperaturas extremas no son los únicos obstáculos que enfrentan los humanos. Las grandes altitudes también plantean serios desafíos fisiológicos en el cuerpo.  Algunos de estos efectos son la reducción de la presión arterial, {\displaystyle P_{{\mathrm {O} }_{2}}}, el reequilibrio del contenido ácido-base en los fluidos corporales, aumento de la hemoglobina, aumento de la síntesis de RBC, aumento de la circulación y aumento de los niveles del subproducto de la glucólisis 2,3 difosfoglicerato, que promueve la descarga de O2 por la hemoglobina en los tejidos hipóxicos. 
Los factores ambientales pueden jugar un papel muy importante en la lucha del cuerpo humano por la homeostasis.  Sin embargo, los humanos han encontrado formas de adaptarse, tanto fisiológica como tangiblemente. 

## Científicos
George A. Bartholomew (1919–2006) fue un fundador de la ecología fisiológica animal.  Sirvió en la facultad de UCLA desde 1947 hasta 1989, y casi 1,200 individuos pueden rastrear sus linajes académicos. Knut Schmidt-Nielsen (1915-2007) también contribuyó de manera importante a este campo científico específico, así como a la fisiología comparada. 
Hermann Rahn (1912–1990) fue uno de los primeros líderes en el campo de la fisiología ambiental. Comenzando en el campo de la zoología con un doctorado de la Universidad de Rochester (1933), Rahn comenzó a enseñar fisiología en la Universidad de Rochester en 1941. Fue allí donde se asoció con Wallace O. Fenn para publicar Un análisis gráfico del intercambio de gases respiratorios en 1955.  Este documento incluyó el histórico diagrama O2 -CO2, que formó la base de gran parte del trabajo futuro de Rahn.  La investigación de Rahn sobre las aplicaciones de este diagrama condujo al desarrollo de la medicina aeroespacial y los avances en la respiración hiperbárica y la respiración a gran altitud.  Más tarde, Rahn se unió a la Universidad de Búfalo en 1956 como Profesor Lawrence D. Bell y Presidente del Departamento de Fisiología.  Como presidente, Rahn se rodeó de una facultad destacada y convirtió a la Universidad en un centro internacional de investigación en fisiología ambiental.

## Otras lecturas
- Bennett, A. F.; C. Lowe (2005). «The academic genealogy of George A. Bartholomew». Integrative and Comparative Biology 45 (2): 231-233. ISSN 1540-7063. PMID 21676766. doi:10.1093/icb/45.2.231.
- Bradshaw, Sidney Donald (2003). Vertebrate ecophysiology: an introduction to its principles and applications. Cambridge, U.K.: Cambridge University Press. p. xi + 287 pp. ISBN 978-0-521-81797-4.
- Calow, P. (1987). Evolutionary physiological ecology. Cambridge: Cambridge University Press. p. 239 pp. ISBN 978-0-521-32058-0.
- Karasov, W. H.; C. Martinez del Rio (2007). Physiological ecology: how animals process energy, nutrients, and toxins. Princeton, NJ: Princeton University Press. p. xv + 741 pp. ISBN 978-0-691-07453-5.
- Lambers, H. (1998). Plant physiological ecology. New York: Springer-Verlag. ISBN 978-0-387-98326-4.
- Larcher, W. (2001). Physiological plant ecology (4th edición). Springer. ISBN 978-3-540-43516-7.
- McNab, B. K. (2002). The physiological ecology of vertebrates: a view from energetics. Ithaca and London: Comstock Publishing Associates. xxvii + 576 pp. ISBN 978-0-8014-3913-1.
- Sibly, R. M.; P. Calow (1986). Physiological ecology of animals: an evolutionary approach. Oxford: Blackwell Scientific Publications. p. 179 pp. ISBN 978-0-632-01494-1.
- Spicer, J. I., and K. J. Gaston. 1999. Physiological diversity and its ecological implications. Blackwell Science, Oxford, U.K. x + 241 pp.
- Tracy, C. R.; J. S. Turner (1982). «What is physiological ecology?». Bulletin of the Ecological Society of America 63: 340-347. ISSN 0012-9623.. Definitions and Opinions by: G. A. Bartholomew, A. F. Bennett, W. D. Billings, B. F. Chabot, D. M. Gates, B. Heinrich, R. B. Huey, D. H. Janzen, J. R. King, P. A. McClure, B. K. McNab, P. C. Miller, P. S. Nobel, B. R. Strain.